# Strunnik

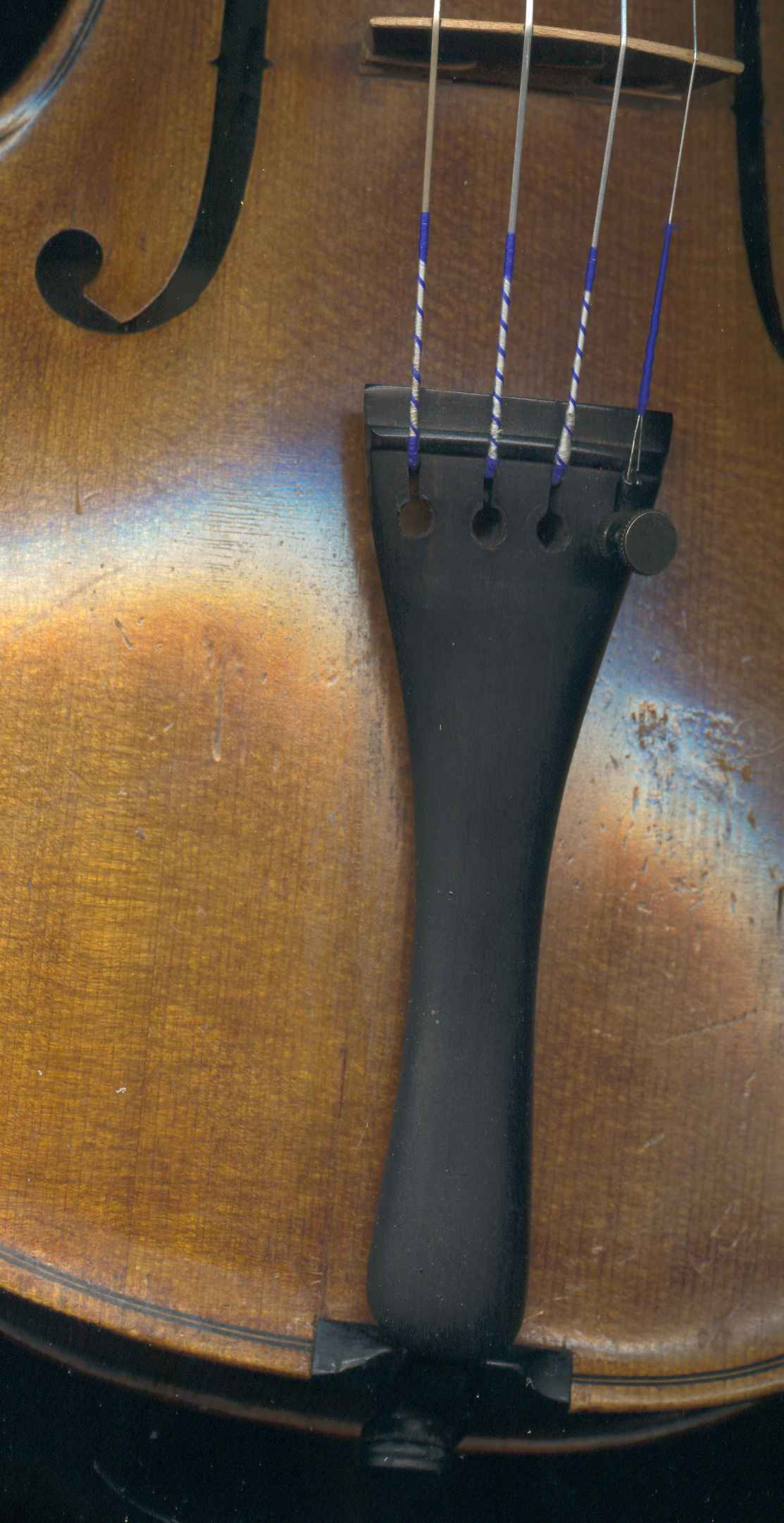
Strunnik skrzypiec

Strunnik, strunociąg, płużka – w instrumentach smyczkowych łopatkowata, z wierzchu zaokrąglona, hebanowa (lub z innego twardego drewna) deseczka przymocowana w węższym końcu za pomocą folgi do specjalnego guzika znajdującego się z tyłu pudła rezonansowego. W górnym szerszym końcu opatrzona jest otworami do zaczepienia strun. W niektórych instrumentach szarpanych, takich jak gitara elektryczna, strunnik wykonany jest z metalu; w pozostałych jest to drewniana belka przytwierdzona do pudła rezonansowego.